# Angry Birds: Филмът 2
„Angry Birds: Филмът 2“ (на английски: The Angry Birds Movie 2) е американска компютърна анимация от 2019 година, базиран на едноименната поредица видеоигри от Rovio Entertainment, продуциран от Columbia Pictures, Sony Pictures Animation и Rovio Animation и е разпространен от Sony Pictures Releasing. Филмът е продължение на „Angry Birds: Филмът“ през 2016 г., режисиран е от Туроп ван Орман и корежисиран от Джон Райс (в техните режисьорски дебюти), по сценарий на Питър Акерман, Еял Подел и Джонатан Е. Стюарт. Озвучаващия състав се състои от Джейсън Судейкис, Джош Гад, Лесли Джоунс, Тони Хейл, Бил Хейдър, Питър Динклидж, Лесли Джоунс, Рейчъл Блум, Аукуафина, Стърлинг К. Браун, Еухенио Дербес, Джо Джо Сива и Бруклин Принц.
Филмът първоначално е пуснат на 2 август 2019 г. във Великобритания и Ирландия и в Съединените щати на 14 август. Печели над 152,8 милиона долара в световен мащаб и получава смесени отзиви от критиците.

## Озвучаващ състав
| Актьор                     | Роля                     |
| -------------------------- | ------------------------ |
| Джейсън Судейкис           | Ред                      |
| Джон Гад                   | Чък                      |
| Дани Макбрайд              | Бомб                     |
| Рейчъл Блум                | Силвър                   |
| Лесли Джоунс               | Зита                     |
| Бил Хейдър                 | Крал Ленърд              |
| Аквафина                   | Кортни                   |
| Стерлинг К. Браун          | Гари                     |
| Еухенио Дербес             | Глен                     |
| Тифани Хадиш               | Деби                     |
| Питър Динклидж             | Итън „Могъщия орел“      |
| Зак Уудс                   | Карл                     |
| Мая Рудолф                 | Матилда                  |
| Тони Хейл                  | Мим                      |
| Дав Камерън                | Ела                      |
| ДжоДжо Сива                | Джей / Кира              |
| Бруклин Принц              | Зоуи                     |
| Дженезис Тенън             | Винсънт                  |
| Алма Варсано               | Саманта                  |
| Фейт Маргарет Кидман-Урбан | Беатрис / Софи           |
| Сънди Роуз Кидман-Урбан    | Лили / Исла              |
| Гатен Матарацо             | Буба                     |
| Лил Рел Хауъри             | Алекс                    |
| Бек Бенет                  | Ханк / Брад Игълбъргър   |
| Антъни Падиля              | Хал                      |
| Колийн Белинджър           | Роксан                   |
| Дейвид Добрик              | Аксел                    |
| Мейсън Рамси               | Оливър                   |
| Алекс Хърш                 | Стийв                    |
| Тьюроп ван Орман           | Паток / Тюлен            |
| Али Гарет                  | Прасе майка / Малки змии |
| Джон Коен                  | Детектор на орела        |
| Нолън Норт                 | Терънс                   |

## Продукция

### Развитие
Продължението на „Angry Birds: Филмът“ е обявен през август 2016 г. Режисиран е от създателя на „Невероятните неприключения на Флапджак“ и „У дома: Приключения с Тип и О“ – Тьюроп ван Орман, ко-режисиран е от Джон Райс, и по сценарий на Питър Акерман. Джон Коен се завърна от първия филм да служи като продуцент, с анимацията, поддържана от Sony Pictures Imageworks.

## Пускане

### По кината
„Angry Birds: Филмът 2“ е пуснат по кината в Съединените щати на 14 август 2019 г., който съвпада с 10-годишнината на дебюта на оригиналната игра Angry Birds. Филмът е оригинално насрочен за пускане на 20 септември, 6 септември и 16 август. Пуснат е две седмици по-рано на 2 август във Великобритания и Ирландия.

## В България
В България филмът е пуснат по кината на 23 август 2019 г. от „Александра Филмс“.

### Синхронен дублаж
| Роля          | Изпълнител                                                                             |
| ------------- | -------------------------------------------------------------------------------------- |
| Ред           | Христо Петров                                                                          |
| Чък           | Димитър Живков                                                                         |
| Бомб          | Стоян Цветков                                                                          |
| Силвър        | Кръстина Кокорска                                                                      |
| Кортни        | Силвия Петкова                                                                         |
| Зета          | Прея Осасей                                                                            |
| Ленърд        | Николай Върбанов                                                                       |
| Матилда       | Александра Сърчаджиева                                                                 |
| Могъщия орел  | Николай Урумов                                                                         |
| Гари          | Петър Калчев                                                                           |
| Други гласове | Александра Керемедчиева Алина Михайлова Мариета Габровска Елица Петкова Георги Ламбрев |

- Това е втория анимационен филм на рапъра Ицо Хазарта след „Костенурките нинджа“ през 2007 г.
- Ицо Хазарта, Димитър Живков и Николай Върбанов заместват Слави Трифонов, Иво Сиромахов и Красимир Радков за озвучаването на първия филм през 2016 г.
- Александра Сърчаджиева, Стоян Цветков и Николай Урумов повтарят съответните си роли в първия филм през 2016 г.
- Това е втория озвучен филм на Прея Осасей след „LEGO: Филмът 2“.
- Това е единствения озвучен филм на актрисата Силвия Петкова. След година озвучава поредицата аудиокниги „Хари Потър“ в Storytel.
- Кръстина Кокорска и Николай Урумов озвучават в „Цар лъв“.
- Кръстина Кокорска и Прея озвучават в „Енканто“.

| Обработка              | Александра Аудио |
| ---------------------- | ---------------- |
| Режисьор на дублажа    | Ваня Иванова     |
| Изпълнителен продуцент | Васил Новаков    |